# Манагадзе, Нодар Шотаевич
Нодар Шотаевич Манагадзе (19 марта 1943, Тбилиси — 27 ноября 2006) — советский и грузинский кинорежиссёр. Заслуженный деятель искусств Грузинской ССР (1980).

## Биография
Родился 19 марта 1943 года в Тбилиси.
Окончил режиссёрский факультет Театрального института имени Шота Руставели (1965).
Заслуженный деятель искусств Грузинской ССР (1980).

## Фильмография

### Режиссёр
- 1969 — Ожидание
- 1971 — Тепло твоих рук
- 1972 — Общая стена
- 1974 — Как доброго молодца женили
- 1976 — Ожившие легенды
- 1979 — Плотина в горах
- 1983 — Весна проходит
- 1987 — Эй, маэстро!
- 1991 — Ноэ
- 1993 — Любите жизнь
- 1993 — День рождения
- 1994 — Прозрение
- 1995 — Растяпа
- 1996 — Вагонетка
- 2001 — Перелёт ангелов

## Награды
- Заслуженный деятель искусств Грузинской ССР (1980).
- Премия комсомола Грузии[2].